# Mariano de Silva y Carvajal
Mariano de Silva y Carvajal Fernández de Córdova y Dávalos (Madrid, 2 de abril de 1875-Sevilla, 12 de septiembre de 1940) fue un noble y político español. También fue conocido por su título nobiliario de marqués de Santa Cruz.

## Biografía
Nació el 2 de abril de 1875 en Madrid. Diputado conservador que llegó a acaparar el distrito segoviano de Cuéllar durante la Restauración, resultó elegido por dicho distrito en las elecciones de 1903, 1905, 1907, 1910, 1914 y 1916. Pasó entonces a ejercer de senador por derecho propio desde 1918 hasta 1923. Fue miembro de la Asamblea Nacional Consultiva de la dictadura de Primo de Rivera y desempeñó el cargo de presidente de la Diputación de la Grandeza.
Desposó con Casilda Fernández de Henestrosa y Salabert con la que tuvo tres hijos: Álvaro, Casilda y María Luisa.
Falleció el 12 de septiembre de 1940 en Sevilla.
Ostentó el título nobiliario de XXX marqués de Santa Cruz, además de los de marqués del Viso y marqués de Villasor. También fue caballero de las órdenes de Santiago, el Toisón de Oro, la Real Maestranza de Valencia y la gran cruz de Carlos III.